# أليسا هارفي
أليسا هارفي (بالإنجليزية: Alisa Harvey) هي عدائة المسافات المتوسطة أمريكية، ولدت في 16 سبتمبر 1965 في مقاطعة أرلنغتون في الولايات المتحدة.

## وصلات خارجية
- أليسا هارفي على موقع الاتحاد الدولي لألعاب القوى (الإنجليزية)